# Daniel Cuevas
Daniel Cuevas Granados (Sacramento, California, Estados Unidos, 29 de julio de 1993), es un futbolista estadounidense de origen mexicano. Juega de delantero y su actual equipo es el Lobos BUAP del Ascenso MX, a préstamo del Santos Laguna.

## Trayectoria

### Santos Laguna
En diciembre de 2011 fichó con el Santos Laguna de México un contrato por 3 años. En 2012 fue convocado para participar en el Torneo de Viareggio. El 30 de noviembre de 2013 Santos venció de visitante por marcador de 0-1 al Club León en el Estadio León y así se coronó campeón del Torneo Apertura 2013 Sub-20.

## Selección nacional

### Selecciones inferiores
Ha sido convocado en varias ocasiones a la selección Sub-20 de los Estados Unidos, más recientemente para un torneo amistoso en octubre de 2012.
Fue convocado para disputar el Campeonato Sub-20 de la Concacaf de 2013 junto con su compañero en el Santos Laguna, Benjamín Joya. Al final logró el subcampeonato y contribuyó con 2 goles a lo largo del torneo.
Disputó el Torneo Esperanzas de Toulon de 2013 y anotó el gol de la victoria de su selección contra Congo.
En junio de 2013, Cuevas fue incluido en la lista de 21 jugadores que representarán a Estados Unidos en la Copa Mundial de Fútbol Sub-20 en Turquía en ese mismo mes. Debutó en el Mundial ingresando en el segundo tiempo en la derrota 4-1 ante España en el partido inaugural. Días más tarde volvió a ingresar desde la banca, esta vez anotando el crucial gol de la igualdad ante Francia para poner el partido 1-1.

### Participaciones en Copas del Mundo
| Torneo                                | Sede    | Resultado      | Partidos | Goles |
| ------------------------------------- | ------- | -------------- | -------- | ----- |
| Copa Mundial de Fútbol Sub-20 de 2013 | Turquía | Fase de grupos | 3        | 1     |

## Clubes
| Club          | País   | Año             |
| ------------- | ------ | --------------- |
| Santos Laguna | México | 2012 - 2013     |
| Lobos BUAP    | México | 2014 - Presente |

## Palmarés
| Título                            | Club          | País   | Año    |
| --------------------------------- | ------------- | ------ | ------ |
| Primera División de México Sub-20 | Santos Laguna | México | 2013-A |